# Тондіраба (льодова арена)
Льодова арена Тондіраба (ест. Tondiraba jäähall) — спортивний центр у Таллінні, у районі Ласнамяє, в мікрорайоні Тондіраба, що розташований на вулиці Варраку, 14.
Будівлю оголошено кращою бетонною будівлею 2014 року, за що головний приз конкурсу отримали Отт Кадарік і Міхкель Тююр, тобто архітектурне бюро Kadarik Tüür Arhitektid OÜ.
Окрім спортивних заходів (боулінг, фігурне катання, хокей, баскетбол, волейбол тощо), проводяться також культурні заходи (наприклад, концерти тощо).
У вересні 2014 року тут відкрита міська школа за інтересами Tallinna Spordikool.
Головна арена розрахована на 7700 місць. Площа залу 1800 м².